# Piechota II RP
Piechota II RP – jeden z trzech, obok artylerii i kawalerii, głównych rodzajów Wojska Polskiego II RP (w ówczesnej terminologii rodzaj wojsk określany był mianem „broni”).
W latach 1921–1939 piechota zorganizowana była w 30 dywizji piechoty (ówcześnie nazywanych wielkimi jednostkami) rozlokowanych na terenie 10 okręgów korpusów (trzy dywizje w każdym okręgu). 
Fachowym organem dowodzenia ministra spraw wojskowych w sprawach piechoty był Departament Piechoty.
Kształcenie oficerów odbywało się w Szkole Podchorążych Piechoty w Komorowie koło Ostrowi Mazowieckiej, a doskonalenie w Centrum Wyszkolenia Piechoty w Rembertowie.
Piechota posiadała własne barwy nawiązujące kolorystyką do barwy mundurów Armii Księstwa Warszawskiego. Żołnierze tej formacji na kołnierzach mundurów nosili patki koloru granatowego z żółtą wypustką, a na czapkach garnizonowych granatowe otoki.